# Juan del Campo (obispo)
Juan del Campo o Juan de Ocampo (Santiago de Compostela, ? - León, 24 de mayo de 1344) fue obispo sucesivamente de Cuenca (1327-28), de Oviedo (1328-33) y de León (1333-44).
Persona de confianza del rey Alfonso XI, le envió con una embajada al papa Juan XXII en Roma. Hizo una permuta del préstamo de «Pronga» en la comarca de Pravia por otro, el de «Villanueva de Fenolleda» en el concejo de Candamo. 
| Predecesor: Fernando         | Obispo de Cuenca 1327 - 1328 | Sucesor: Otón                    |
| Predecesor: Odón I           | Obispo de Oviedo 1328 - 1333 | Sucesor: Fernando V              |
| Predecesor: García de Ayerve | Obispo de León 1333 - 1344 † | Sucesor: Diego Ramírez de Guzmán |